# Anopsicus reddelli
Espèce
Anopsicus reddelli est une espèce d'araignées aranéomorphes de la famille des Pholcidae.

## Distribution
Cette espèce est endémique du Campeche au Mexique. Elle se rencontre dans la grotte Cueva Halmensura.

## Description
Le mâle holotype mesure 1,15 mm et la femelle 1,6 mm.

## Étymologie
Cette espèce est nommée en l'honneur de James R. Reddell.

## Publication originale
- Gertsch, 1982 : The spider genera Pholcophora and Anopsicus (Araneae, Pholcidae) in North America, Central America and the West Indies. Association for Mexican Cave Studies Bulletin, no 8, p. 95-144.